# Obyčtov

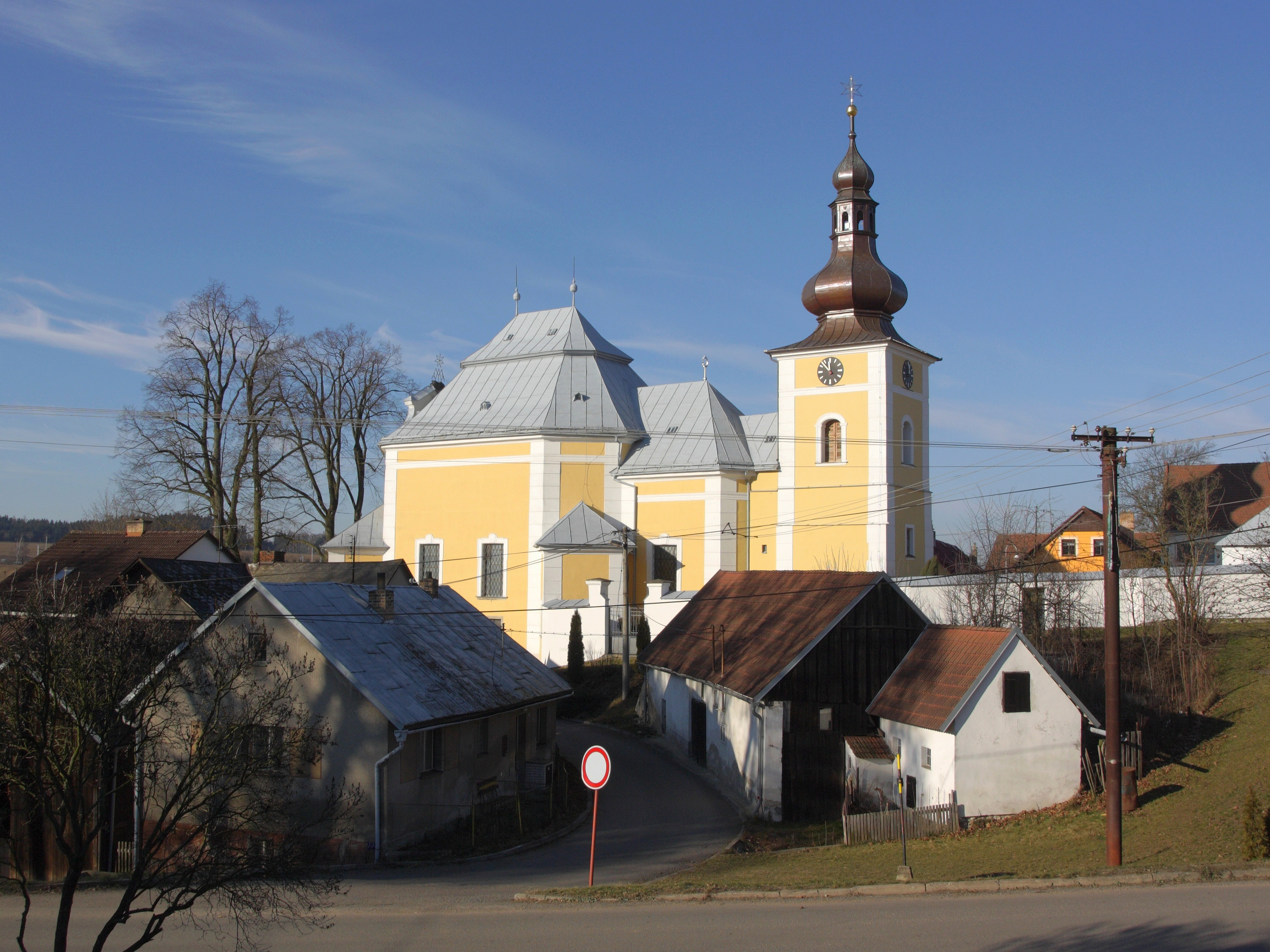
Kirche Mariä Heimsuchung in Obyčtov

Obyčtov (deutsch Obicztau, auch Obicztow, Obitschdorf) ist eine Gemeinde in Tschechien. Sie liegt acht Kilometer südöstlich von Žďár nad Sázavou und gehört zum Okres Žďár nad Sázavou.

## Geographie
Obyčtov befindet sich im Tal der Oslava in der Böhmisch-Mährischen Höhe. Nordöstlich erheben sich der Na Kopci (589 m) und die Skály (629 m), im Westen der Kopec (569 m), auf dem ein 30 m hoher Sendemast errichtet wurde. Südöstlich des Dorfes liegt der Teich Velký Paralikův rybník. Im Westen führen die Staatsstraße I/37 von Žďár nad Sázavou nach Křižanov und die Eisenbahnstrecke Havlíčkův Brod – Tišnov vorbei, die Bahnstation Ostrov nad Oslavou liegt 700 m südwestlich von Obyčtov am anderen Ufer der Oslava.
Nachbarorte sind Jámy im Norden, Hlinné im Nordosten, Hodíškov im Osten, Křiby, Bohdalec und Polák im Südosten, Rychtářův Mlýn, Frelichův Mlýn und Suky im Süden, Ostrov nad Oslavou und Kotlasy im Südwesten, Březí nad Oslavou im Westen sowie Sazomín und Vatín im Nordwesten.

## Geschichte
Die erste schriftliche Erwähnung von Ubči erfolgte 1341 im Zuge eines Streits um den Pfarrzehnt. Ubči gehörte zu den Besitzungen des Zisterzienserklosters Saar, das hier einen Hof unterhielt. Außerdem bestand im Ort eine Niederlassung des Kreuzritterordens. Im 15. Jahrhundert wurde das Dorf als Ubyčtov bezeichnet. Das älteste Ortssiegel stammt von 1667. Seit 1672 bestand in Obyčtov eine Kirche.
Nach der Aufhebung der Patrimonialherrschaften bildete Običtov ab 1850 eine Gemeinde im politischen Bezirk Neustadtl. Im Jahre 1869 hatte die Gemeinde 422 Einwohner. 1888 gründete sich die Freiwillige Feuerwehr Običtov. Seit dem Ende des 19. Jahrhunderts trägt die Gemeinde den Namen Obyčtov. 1911 nahm eine Mühle mit Sägewerk und Stärkefabrik den Betrieb auf. Im Jahr darauf entstand eine genossenschaftliche Brennerei. 1930 lebten in dem Dorf 391 Menschen. Seit 1949 gehört die Gemeinde zum Okres Žďár nad Sázavou. Seit 1998 führt die Gemeinde ein Wappen und Banner. Der Ort besteht heute aus 140 Häusern.
Obyčtov ist heute Pfarrort für Sazomín, Vatín, Hodíškov und Suky. Jährlich finden zu Mariä Heimsuchung und Mariä Geburt Wallfahrten statt.

## Gemeindegliederung
Für die Gemeinde Obyčtov sind keine Ortsteile ausgewiesen.

## Sehenswürdigkeiten
- barocke Kirche Mariä Heimsuchung, errichtet 1730–1735 unter dem Abt Václav Vejmluva nach Plänen von Johann Blasius Santini-Aichl anstelle eines Vorgängerbaus von 1672. Der Grundriss der Kirche erinnert an eine Schildkröte, die auch im Ortswappen zu finden ist. Nach dem Brand der Wallfahrtskirche Zelená Hora im Jahre 1784 wurden die barocke Kanzel, der Seitenaltar und Steinpflasterungen aus der Obyčtover Kirche nach Zelená Hora verbracht.
- ehemaliges Gericht, erbaut in der Mitte des 18. Jahrhunderts
- zehnbogiger Eisenbahnviadukt über die Oslava, das südlich des Ortes befindliche 25 m hohe Bauwerk entstand 1953